# 3884 Alferov

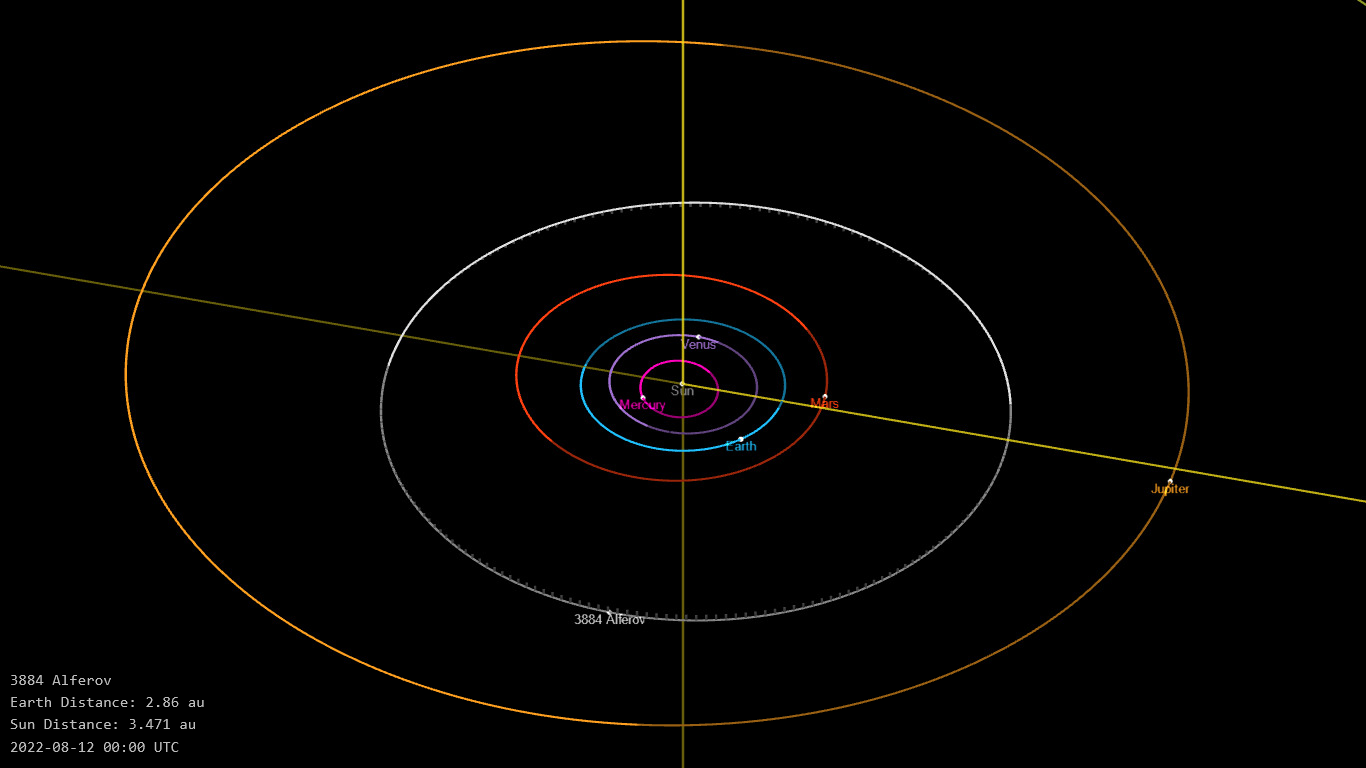

3884 Alferov è un asteroide della fascia principale. Scoperto nel 1977, presenta un'orbita caratterizzata da un semiasse maggiore pari a 3,1117006 UA e da un'eccentricità di 0,1367209, inclinata di 1,16289° rispetto all'eclittica.